# 克羅地亞國家劇院 (斯普利特)

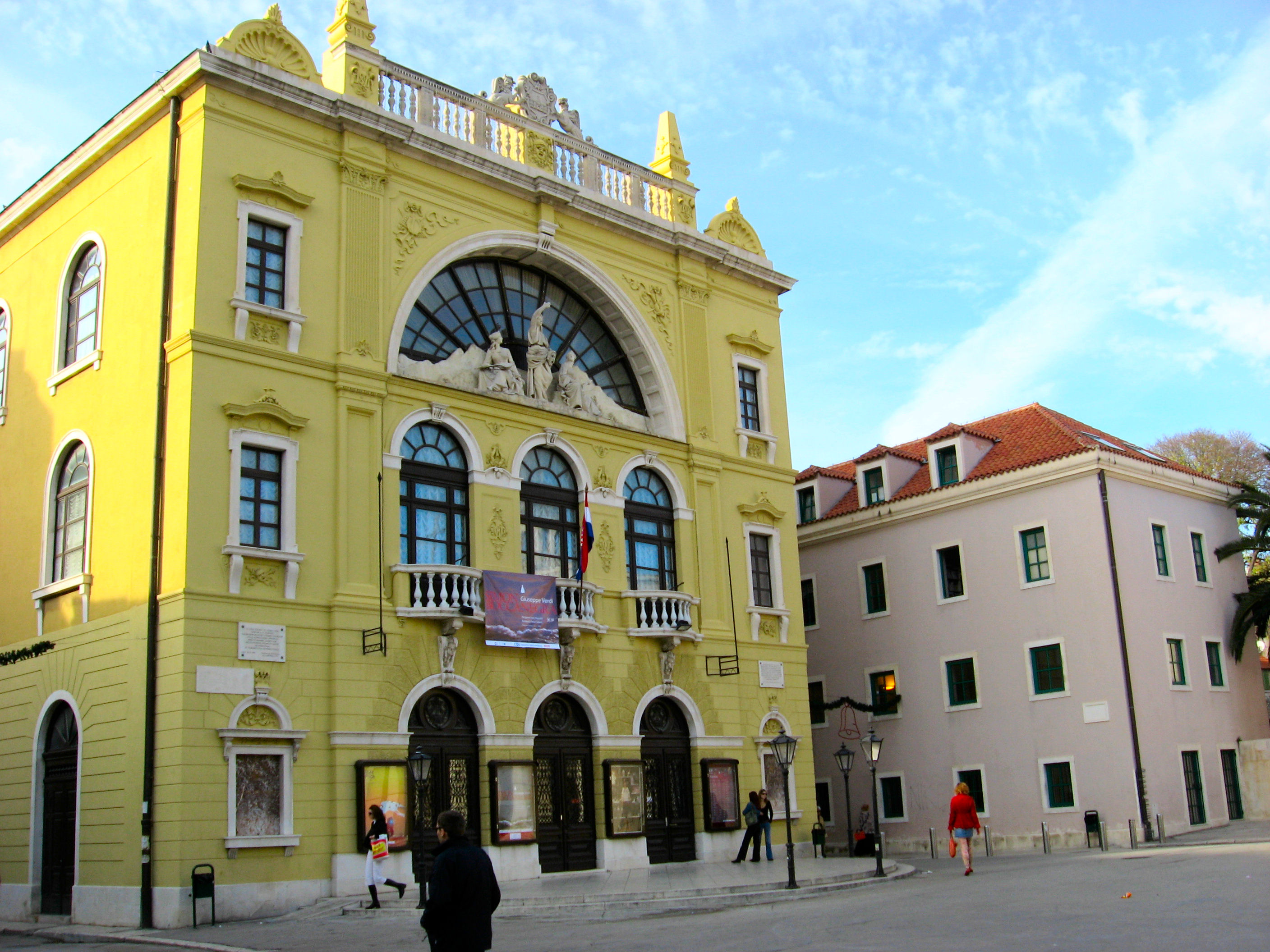

克羅地亞國家劇院是位於克羅埃西亞城市斯普利特的一家劇院，開業於1893年。克羅地亞國家劇院是達爾馬提亞地區現存劇院中歷史最古老的劇院之一。

## 外部連結
- Official website （页面存档备份，存于） （克羅埃西亞文）

43°30′39″N 16°26′17″E / 43.51083°N 16.43806°E